# 1994 NO
1994 NO är en asteroid i huvudbältet som upptäcktes 8 juli 1994 av den amerikanske astronomen Timothy B. Spahr vid Catalina Station.
Asteroiden har en diameter på ungefär 11 kilometer.